# Vorderberg (Gródek)
Vorderberg (ukr. Фордерберґ) – dawna kolonia, od 1925 w granicach miasta Gródek, w obwodzie lwowskim, w rejonie gródeckim. Leży nad Wereszycą, na południowy wschód od gródeckiej starówki, wzdłuż ulicy Podgórze (Pidhirja).
Dawniej katolicka kolonia niemiecka, założona w 1788 roku. W 1890 roku  zamieszkiwało ją 196 ludzi. W II Rzeczypospolitej do 1929 samodzielna gmina jednostkowa w powiecie gródeckim województwie lwowskim. W 1921 liczba mieszkańców gminy Vorderberg wynosiła 191. 1 stycznia 1925 gminę Vorderberg zniesiono, włączając jej obszar do miasta Gródka Jagiellońskiego.
Po II wojnie światowej włączony wraz z całym Gródkiem Jagiellońskim do ZSRR.